# Francisco Pérez Bayer
Francisco Pérez Bayer y Benicassim (Valencia, 11 de noviembre de 1711-Valencia, 27 de enero de 1794) fue un filólogo, numismático y jurista español. 

## Biografía
Nació en la Calle Palomar n.º 6 de la ciudad de Valencia el 11 de noviembre de 1711 y dos días después fue bautizado en la Iglesia de los Santos Juanes de esa misma ciudad. Su padre era natural de Saldón (Teruel). Su madre Doña Josefa María Bayer, era natural de Castellón, al igual que sus abuelos maternos, D. Pedro Bayer y Doña María Nos Cominges. La familia poseía numerosas tierras en lo que luego sería llamado Benicassim. Quedó huérfano de padre desde su primera infancia e inició sus primeros estudios entre Benicassim y Valencia, en cuya Universidad estudió Teología. Estudió bachillerato en cánones en Gandía. Atraído por las leyes, se trasladó a Salamanca para completar los estudios de ambos Derechos, llegando a formar parte en la Academia Jurídica de Salamanca. En 1738 marchó de nuevo a Valencia, como secretario del arzobispo Mayoral, hasta que consiguió la plaza de catedrático de hebreo en la Universidad de Salamanca. En 1749 fue asociado junto al jesuita Andrés Marcos Burriel en la Comisión de Archivos, en cuyo cometido ordenaron los archivos de Toledo y El Escorial. 
Tras el cambio de gobierno de Fernando VI, y la expulsión de los jesuitas del gobierno, Pérez Bayer se ganó el favor del nuevo gobierno presidido por Ricardo Wall, y de personajes como Campomanes. Por entonces marchó con una beca a Italia, donde además de cultivar su pasión por las antigüedades tuvo la oportunidad de conocer personalmente al gran hebraísta Biagio Ugolino y al futuro monarca Carlos III. A su regreso a España fue nombrado canónigo tesorero de la catedral de Toledo, y realizó el catálogo de manuscritos de la biblioteca de El Escorial. A raíz de la expulsión de los jesuitas fue nombrado preceptor de los infantes reales, desde donde comenzó a influir sobre la política cultural del gobierno, en ámbitos como la reforma de la Universidad y de los Colegios Mayores. Es entonces cuando comenzó a situar a sus fieles en los principales cargos culturales, como los Reales Estudios de San Isidro, la plaza de Cronista de Indias, o el rectorado de la Universidad de Valencia. Entró a formar parte como socio de la Real Sociedad Económica de Amigos del País de Valencia en 1776. 
Accedió a la plaza de bibliotecario mayor de la Biblioteca Real en 1783 desplazando a su enemigo y pretendiente al mismo puesto Juan de Santander, y dirigió tan importante institución hasta 1794, emprendiendo numerosos proyectos, como por ejemplo la reedición de las importantes bibliografías de Nicolás Antonio. Fue nombrado académico de honor de San Petersburgo y Gotinga, participó muy activamente en los proyectos de la Real Academia de la Historia y realizó un interesante viaje por Andalucía y Portugal que nos dejó manuscrito. Fue autor de numerosas obras sobre temas históricos y literarios, y sobre lenguas orientales, como el hebreo y el fenicio. 
La decisión de Pérez Bayer de construir una iglesia en Benicasim, coincide en fechas con la entonces reciente desaparición del conocido actualmente como Desierto viejo de las Palmas. A sus expensas y obtenido el beneplácito de Su Majestad, Pérez Bayer mandó construir la iglesia en los terrenos que tenía frente a su casa y esta decisión se considera que propició la definitiva fundación de Benicasim, ya que tuvo el mérito de aglutinar alrededor de la iglesia que fundó a todos los vecinos, hasta entonces diseminados en pequeños núcleos de población y en masías.

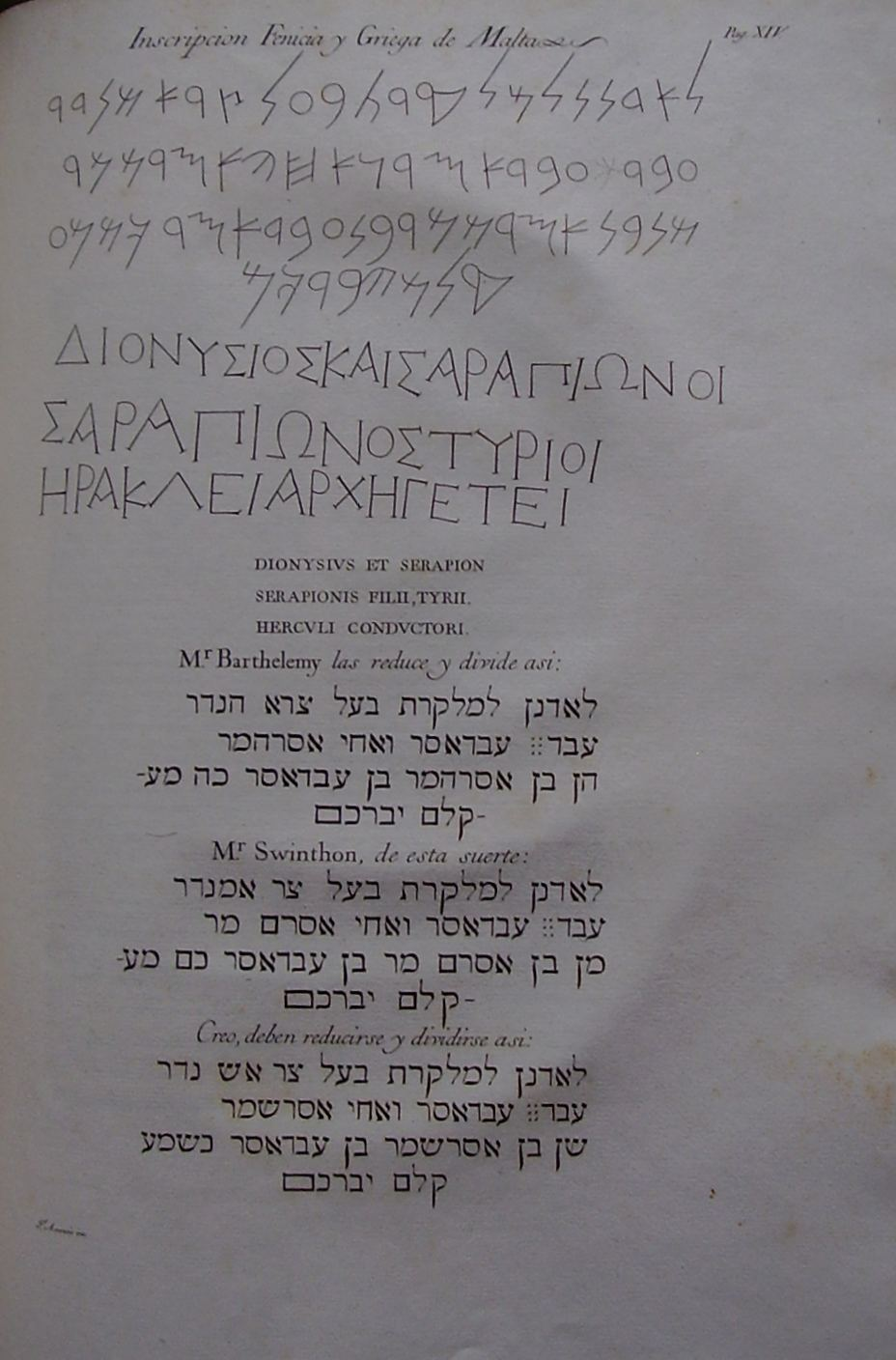
Inscripción fenicia y griega de Malta interpretada por primera vez por Pérez Bayer (1722).

Escribió numerosos libros, hasta el extremo de que Marcelino Menéndez y Pelayo dice de él, que sus obras hacen época en el estudio de la numismática hebrea. Francisco Cantó Blasco afirma que fue precisamente en Benicasim donde Pérez Bayer escribió su última obra. Se trata de una controversia que mantenía con el sabio prusiano Dr. Olav Gerardo Tichen por la obra publicada por Pérez Bayer titulada Vindiciae. La obra de contrarréplica se titulaba Legitimidad de las monedas hebreo-samaritanas. Confutación de la diatriba de nummis hebraciis de Olav Gerardo Tichsen, Valencia, 1793. 
Francisco Pérez Bayer fue uno de los personajes más influyentes de la España del siglo XVIII, que desde la Corte supo ganarse la amistad del monarca, ministros, e influyentes personalidades que le permitieron situarse en las más altas responsabilidades políticas, culturales y religiosas del momento. Fue canónigo de los cabildos de Valencia, Barcelona, Salamanca y Toledo; catedrático de hebreo en Valencia y Salamanca; arabista, filólogo, helenista, latinista, arqueólogo y numismático. El fallecimiento de Pérez Bayer, acaecido en Valencia el 27 de enero de 1794, fue sentido y constituyó motivo de comentarios en todos los ambientes culturales de España. Existe un retrato suyo en el Paraninfo de la Universidad de Valencia, con copia en la sala principal de la Real Biblioteca del Monasterio de San Lorenzo de El Escorial.

## Reconocimiento
La entidad cultural Acció pel Patrimoni Valencià con la ayuda del Ayuntamiento de Benicasim acordaron proclamar el año 2011 como "Año de la Ilustración Valenciana", ya que fue el tercer centenario del nacimiento de Francisco Pérez Bayer.

## Obras
- Catálogo de la Real Biblioteca de El Escorial. Damaiuis et Laurentius Hispani, Roma, 1756.
- Del alfabeto y lengua de los fenicios y sus colonias, 1772.
- Viajes literarios. Valencia: Institución Alfonso el Magnánimo, 1998.
- Etimología de la lengua castellana.
- Viaje arqueológico desde Valencia a Andalucía y Portugal.
- De numis Hebraeo-Samaritanis
- De toletano hebraeorum templo
- Instituciones de la lengua hebrea.
- Origen de las voces españolas derivadas de las voces hebreas.